# Agelena dubiosa
Agelena dubiosa là một loài nhện trong họ Agelenidae.
Loài này thuộc chi Agelena. Agelena dubiosa được Embrik Strand miêu tả năm 1908.